# Copa Libertadores 2008
W czterdziestej dziewiątej edycji Copa Libertadores udział wzięło 38 klubów reprezentujących wszystkie kraje zrzeszone w CONMEBOL oraz Meksyk, będący członkiem CONCACAF. Dwa najsilniejsze państwa, Brazylia i Argentyna, wystawiły najwięcej klubów – Argentyna 6, a Brazylia 5. Reszta państw wystawiła w turnieju po 3 kluby.
Broniący tytułu klub Boca Juniors z trudem poradził sobie w fazie grupowej, awansując tylko dzięki lepszemu bilansowi bramkowemu. W 1/8 finału obrońcy tytułu pewnie poradzili sobie z brazylijskim klubem Cruzeiro EC, a w ćwierćfinale okazali się zdecydowanie lepsi od niedawnego grupowego rywala, meksykańskiej drużyny Atlas Guadalajara. W półfinale Boca Juniors uległ brazylijskiemu Fluminense FC, który w finale przegrał w rzutach karnych z rewelacją z Ekwadoru, zespołem LDU Quito.
W rundzie wstępnej 49 edycji Copa Libertadores 12 klubów podzielono na 6 par. Zwycięzcy dwumeczów awansowali do fazy grupowej.
W fazie grupowej 32 kluby podzielono na 8 grup liczących po 4 drużyny. Do 1/8 finału awansowały po dwa najlepsze kluby z każdej grupy.
W 1/8 finału wylosowano osiem par, które wyłoniły ośmiu ćwierćfinalistów. W ćwierćfinale wylosowano cztery pary, które wyłoniły czterech półfinalistów. W półfinale dwie pary wyłoniły dwóch finalistów.
W ćwierćfinale znalazły się 3 kluby brazylijskie, po 2 kluby z Argentyny i Meksyku oraz jeden klub z Ekwadoru. W półfinale każdy z tych czterech krajów miał po jednej drużynie. Finał zakończył się sensacyjnym triumfem drużyny LDU Quito, która okazała swą wyższość nad faworyzowanym Fluminense. W Ekwadorze LDU zwyciężył pewnie 4:2. W rewanżu Fluminense na słynnej Maracanie odrobił straty wygrywając 3:1. Karne wygrała drużyna LDU, i jako pierwszy w dziejach klub z Ekwadoru została triumfatorem Pucharu Wyzwolicieli.
Aż 5 państw nie zdołało wprowadzić choćby jednej drużyny do 1/8 finału. Były to Boliwia, Chile, Paragwaj, Peru i Wenezuela.

## 1/32 finału: Runda wstępna
| Arsenal Sarandí Buenos Aires – Mineros Guayana 2:0 i 1:2 - 29.01 1:0 José Luis Calderón 41, 2:0 Luciano Leguizamón 78 - 05.02 0:1 Ederlei Pereira 45+2k, 1:1 José Luis Calderón 46, 1:2 Jailson Dos Santos 58 |
| Cruzeiro EC – Cerro Porteño 3:1 i 3:2 - 30.01 1:0 Ramires 40, 2:0 Marcelo Moreno Martins 55, 2:1 Nelson David Cabrera 74k, 3:1 Ramires 89 - 06.02 1:0 Thiago Heleno 5, 1:1 Lorgio Álvarez 42, 2:1 Marcelo Moreno Martins 53k, 3:1 Ramires 57, 3:2 Lorgio Álvarez 63 - drugi mecz przerwano w 65 minucie z powodu zamieszek na trybunach – wynik meczu zachowano |
| Atlas Guadalajara – La Paz FC 2:0 i 0:1 - 30.01 1:0 Ulises Mendívil 6, 2:0 Eduardo Rergis Pacheco 72 - 06.02 0:1 Édgar Clavijo Peralta 51 |
| Olmedo Riobamba – CA Lanús 1:0 i 0:3 - 31.01 1:0 Estuardo Cristián Quiñónez 71 - 05.02 0:1 Matías Lionel Fritzler 58, 0:2 Santiago Biglieri 77, 0:3 Maximiliano Nicolás Velázquez 83 |
| Cienciano Cuzco – Montevideo Wanderers 1:0 i 0:0 - 31.01 1:0 Masakatsu Sawa 13 - 07.02 0:0 |
| Boyacá Chicó Tunja – Audax Italiano 4:3 i 0:1 - 07.02 0:1 Jules Ntamak 1s, 1:1 Néstor Fabián Salazar 8, 1:2 Carlos Villanueva Rolland 21, 2:2 Víctor Danilo Pacheco 37, 2:3 Fabián Orellana 61, 3:3 Miguel Eduardo Caneo 76k, 4:3 Néstor Fabián Salazar 90 - 12.02 0:1 Marcelo Carlo Broli 80                                                                   |

## 1/16 finału: Faza grupowa

### Grupa 1
| 12.02 Caracas – San Lorenzo de Almagro 2:0 (1:0) - 1:0 Ronald Vargas 40, 2:0 Rafael Ernesto Castellín 70 |
| 13.02 Cruzeiro EC – Real Potosí 3:0 (0:0) - 1:0 Marcelo Moreno Martins 46, 2:0 Ramires 52, 3:0 Guilherme 66 |
| 21.02 San Lorenzo de Almagro – Cruzeiro EC 0:0 |
| 26.02 Caracas – Real Potosí 2:1 (2:0) - 1:0 Emilio Rentería 3, 2:0 Ronald Vargas 38, 2:1 Gonzalo Galindo 74 |
| 04.03 Cruzeiro EC – Caracas 3:0 (2:0) - 1:0 Guilherme 9, 2:0 Ramires 28, 3:0 Marcelo Moreno Martins 64 |
| 11.03 Real Potosí – San Lorenzo de Almagro 2:3 (2:0) - 1:0 Miguel Oswaldo Loaiza 17, 2:0 Álvaro Gabriel Pintos 32, 2:1 Bernardo Romeo 71, 2:2 Cristián Gabriel Chávez 78, 2:3 Aureliano Torres 88k                         |
| 18.03 Caracas – Cruzeiro EC 1:1 (1:0) - 1:0 Juan David Valencia 30, 1:1 Marcelo Moreno Martins 55k |
| 25.03 San Lorenzo de Almagro – Real Potosí 1:0 (1:0) - 1:0 Adrián Hernán González 29k |
| 01.04 Real Potosí – Caracas 3:1 (2:1) - 1:0 Isidro Ramón Candía 3, 1:1 Rafael Ernesto Castellín 6, 2:1 Hugo Suárez 25, 3:1 Álvaro Gabriel Pintos 80                                                                        |
| 03.04 Cruzeiro EC – San Lorenzo de Almagro 3:1 (1:0) - 1:0 Marcelo Moreno Martins 10, 2:0 Marcelo Moreno Martins 70, 3:0 Wágner 81, 3:1 Andrés Silvera 87 - mecz rozegrany został w Ipatinga                               |
| 16.04 Real Potosí – Cruzeiro EC 5:1 (2:1) - 1:0 Miguel Oswaldo Loaiza 3, 2:0 Álvaro Gabriel Pintos 12, 2:1 Marcelo Moreno Martins 29k, 3:1 Álvaro Gabriel Pintos 51, 4:1 Isidro Ramón Candía 66, 5:1 Luis Gatty Ribeiro 86 |
| 16.04 San Lorenzo de Almagro – Caracas 3:0 (2:0) - 1:0 Gonzalo Bergessio 16, 2:0 Vicente Antonio Rosales 35s, 3:0 Andrés Silvera 78                                                                                        |

| Poz | Klub                   | Mecze | Zw | Rem | Por | Pkt | BrZd | BrStr |
| --- | ---------------------- | ----- | -- | --- | --- | --- | ---- | ----- |
| 1   | Cruzeiro EC            | 6     | 3  | 2   | 1   | 11  | 11   | 7     |
| 2   | San Lorenzo de Almagro | 6     | 3  | 1   | 2   | 10  | 8    | 7     |
| 3   | Caracas                | 6     | 2  | 1   | 3   | 7   | 6    | 11    |
| 4   | Real Potosí            | 6     | 2  | 0   | 4   | 6   | 11   | 11    |

### Grupa 2
| 12.02 Deportivo Cuenca – Estudiantes La Plata 1:0 (1:0) - 1:0 Mauricio Javier Ferradas 45+1 |
| 14.02 CA Lanús – Danubio FC 3:1 (1:1) - 1:0 Agustín Daniel Pelletieri 8, 1:1 Leonardo Daniel Abelenda 37, 2:1 Lautaro Acosta 58, 3:1 José Sand 87                                                      |
| 21.02 Deportivo Cuenca – Danubio FC 0:0 |
| 26.02 Estudiantes La Plata – CA Lanús 0:0 |
| 05.03 Danubio FC – Estudiantes La Plata 1:2 (1:0) - 1:0 Pedro Richard Irala 9, 1:1 Juan Sebastián Verón 61k, 1:2 Enzo Pérez 87                                                                         |
| 13.03 CA Lanús – Deportivo Cuenca 0:0 |
| 18.03 Estudiantes La Plata – Danubio FC 2:0 (1:0) - 1:0 Juan Sebastián Verón 44k, 2:0 Leandro Desábato 75                                                                                              |
| 20.03 Deportivo Cuenca – CA Lanús 1:1 (0:1) - 0:1 Sebastián Salomón 7, 1:1 Jhon Antonio García 70 |
| 27.03 Danubio FC – Deportivo Cuenca 2:0 (2:0) - 1:0 Damián Malrechauffe 3, 2:0 Alejandro Lembo 20 |
| 02.04 CA Lanús – Estudiantes La Plata 3:3 (2:2) - 1:0 José Sand 10, 2:0 Diego Valeri 15, 2:1 Leandro Desábato 21, 2:2 Leandro Damián Benítez 24, 2:3 Iván Moreno y Fabianesi 60, 3:3 Lautaro Acosta 77 |
| 15.04 Danubio FC – CA Lanús 1:2 (0:0) - 0:1 Sebastián Blanco 53, 0:2 José Sand 63, 1:2 Cristián Pedro Bardaro 87                                                                                       |
| 15.04 Estudiantes La Plata – Deportivo Cuenca 2:0 (1:0) - 1:0 Leandro Hernán Lázzaro 11, 2:0 Polo Raúl Wila 87s                                                                                        |

| Poz | Klub                 | Mecze | Zw | Rem | Por | Pkt | BrZd | BrStr |
| --- | -------------------- | ----- | -- | --- | --- | --- | ---- | ----- |
| 1   | Estudiantes La Plata | 6     | 3  | 2   | 1   | 11  | 9    | 5     |
| 2   | CA Lanús             | 6     | 2  | 4   | 0   | 10  | 9    | 6     |
| 3   | Deportivo Cuenca     | 6     | 1  | 3   | 2   | 6   | 2    | 5     |
| 4   | Danubio FC           | 6     | 1  | 1   | 4   | 4   | 5    | 9     |

### Grupa 3
| 20.02 UA Maracaibo – Boca Juniors 1:1 (0:0) - 1:0 Miguel Mea Vitali 80, 1:1 Sebastián Battaglia 83 |
| 21.02 Atlas Guadalajara – CSD Colo-Colo 3:0 (2:0) - 1:0 Bruno Marioni 8, 2:0 Diego Colotto 41, 3:0 Juan Carlos Medina 67 |
| 28.02 UA Maracaibo – CSD Colo-Colo 1:3 (0:0) - 0:1 Gonzalo Fierro 48, 0:2 Gustavo Biscayzacú 68, 0:3 Gregory Lancken 86s, 1:3 Heiber Eduardo Díaz 90+2                                                                         |
| 06.03 Boca Juniors – Atlas Guadalajara 3:0 (1:0) - 1:0 Rodrigo Palacio 32, 2:0 Rodrigo Palacio 81, 3:0 Martín Palermo 83 |
| 12.03 Atlas Guadalajara – UA Maracaibo 3:0 (1:0) - 1:0 Gerardo Flores 41, 2:0 Jorge Achucarro 62, 3:0 Bruno Marioni 67 |
| 20.03 CSD Colo-Colo – Boca Juniors 2:0 (2:0) - 1:0 Cristóbal Andrés Jorquera 2, 2:0 Gustavo Biscayzacú 34 |
| 25.03 UA Maracaibo – Atlas Guadalajara 1:1 (0:0) - 0:1 Bruno Marioni 56k, 1:1 Darío Damián Figueroa 80k |
| 27.03 Boca Juniors – CSD Colo-Colo 4:3 (1:2) - 0:1 Gustavo Biscayzacú 24, 1:1 Martín Palermo 29, 1:2 Gustavo Biscayzacú 42, 2:2 Leandro Gracián 49, 3:2 Rodrigo Palacio 66, 4:2 Neri Cardozo 88, 4:3 Rodolfo Antonio Moya 90+1 |
| 08.04 Atlas Guadalajara – Boca Juniors 3:1 (1:1) - 1:0 Gerardo Flores 21, 1:1 Sebastián Battaglia 31, 2:1 Bruno Marioni 58, 3:1 Bruno Marioni 76                                                                               |
| 10.04 CSD Colo-Colo – UA Maracaibo 2:0 (0:0) - 1:0 Gustavo Biscayzacú 47, 2:0 Lucas Barrios 50 |
| 22.04 CSD Colo-Colo – Atlas Guadalajara 1:1 (1:0) - 1:0 Ricardo Francisco Rojas 5, 1:1 Diego Colotto 65 |
| 22.04 Boca Juniors – UA Maracaibo 3:0 (2:0) - 1:0 Gabriel Paletta 9, 2:0 Jesús Dátolo 20, 3:0 Juan Román Riquelme 73 |

| Poz | Klub              | Mecze | Zw | Rem | Por | Pkt | BrZd | BrStr |
| --- | ----------------- | ----- | -- | --- | --- | --- | ---- | ----- |
| 1   | Atlas Guadalajara | 6     | 3  | 2   | 1   | 11  | 11   | 6     |
| 2   | Boca Juniors      | 6     | 3  | 1   | 2   | 10  | 12   | 9     |
| 3   | CSD Colo-Colo     | 6     | 3  | 1   | 2   | 10  | 11   | 9     |
| 4   | UA Maracaibo      | 6     | 0  | 2   | 4   | 2   | 3    | 13    |

### Grupa 4
| 13.02 Coronel Bolognesi Tacna – CR Flamengo 0:0 |
| 14.02 Cienciano Cuzco – Club Nacional de Football 2:1 (0:0) - 1:0 Gustavo Enrique Vassallo 54, 2:0 Gustavo Enrique Vassallo 67, 2:1 Mauricio Victorino 89          |
| 19.02 Coronel Bolognesi Tacna – Club Nacional de Football 0:1 (0:1) - 0:1 Bruno Fornaroli 9                                                                        |
| 27.02 CR Flamengo – Cienciano Cuzco 2:1 (1:1) - 1:0 Souza 37, 1:1 Gustavo Enrique Vassallo 45, 2:1 Marcinho 88                                                     |
| 06.03 Club Nacional de Football – CR Flamengo 3:0 (1:0) - 1:0 Richard Morales 41, 2:0 Richard Morales 66, 3:0 Bruno Fornaroli 69                                   |
| 11.03 Cienciano Cuzco – Coronel Bolognesi Tacna 1:0 (0:0) - 1:0 Carlos Javier Solís 75                                                                             |
| 19.03 CR Flamengo – Club Nacional de Football 2:0 (1:0) - 1:0 Marcinho 25, 2:0 Marcinho 65                                                                         |
| 25.03 Coronel Bolognesi Tacna – Cienciano Cuzco 0:0 |
| 03.04 Club Nacional de Football – Coronel Bolognesi Tacna 1:0 (1:0) - 1:0 Deivis Barone 30                                                                         |
| 09.04 Cienciano Cuzco – CR Flamengo 0:3 (0:0) - 0:1 Renato Augusto 58, 0:2 Toró 77, 0:3 Juan 90+2                                                                  |
| 23.04 CR Flamengo – Coronel Bolognesi Tacna 2:0 (0:0) - 1:0 Bruno 82, 2:0 Obina 88                                                                                 |
| 23.04 Club Nacional de Football – Cienciano Cuzco 3:1 (1:0) - 1:0 Martín Ligüera 38, 2:0 Mathías Cardacio 54, 2:1 Christian Guevara Ávalos 82, 3:1 Diego Vera 90+2 |

| Poz | Klub                      | Mecze | Zw | Rem | Por | Pkt | BrZd | BrStr |
| --- | ------------------------- | ----- | -- | --- | --- | --- | ---- | ----- |
| 1   | CR Flamengo               | 6     | 4  | 1   | 1   | 13  | 9    | 4     |
| 2   | Club Nacional de Football | 6     | 4  | 0   | 2   | 12  | 9    | 5     |
| 3   | Cienciano Cuzco           | 6     | 2  | 1   | 3   | 7   | 5    | 9     |
| 4   | Coronel Bolognesi Tacna   | 6     | 0  | 2   | 4   | 2   | 0    | 5     |

### Grupa 5
| 13.02 Universidad San Martín Lima – River Plate 2:0 (1:0) - 1:0 Roberto Andrés Ovelar 14, 2:0 José Luis Díaz 90 - mecz rozegrany został na stadionie klubu Universitario Lima                                             |
| 20.02 Club América – CD Universidad Católica 2:1 (1:0) - 1:0 Salvador Cabañas 39, 1:1 Darío Bottinelli 70, 2:1 Federico Higuaín 90                                                                                        |
| 26.02 Universidad San Martín Lima – CD Universidad Católica 0:1 (0:1) - 0:1 Darío Bottinelli 30 - mecz rozegrany został na stadionie klubu Universitario Lima                                                             |
| 27.02 River Plate – Club América 2:1 (1:1) - 0:1 Salvador Cabañas 18, 1:1 Radamel Falcao 37, 2:1 Ariel Ortega 90+3 |
| 12.03 CD Universidad Católica – River Plate 1:2 (0:1) - 0:1 Sebastián Abreu 43, 1:1 Roberto Carlos Gutiérrez 47, 1:2 Mauro Rosales 87                                                                                     |
| 13.03 Club América – Universidad San Martín Lima 3:1 (1:1) - 0:1 Roberto Enrique Silva 7, 1:1 Daniel Márquez 40, 2:1 Rodrigo Íñigo 47, 3:1 Salvador Cabañas 71                                                            |
| 26.03 River Plate – CD Universidad Católica 2:0 (1:0) - 1:0 Radamel Falcao 1, 2:0 Sebastián Abreu 72 |
| 26.03 Universidad San Martín Lima – Club América 1:0 (1:0) - 1:0 Mario Evaristo Leguizamón 36 - mecz rozegrany został na stadionie klubu Universitario Lima                                                               |
| 01.04 CD Universidad Católica – Universidad San Martín Lima 1:0 (0:0) - 1:0 Julio Brian Gutiérrez 88 |
| 02.04 Club América – River Plate 4:3 (0:1) - 0:1 Rodrigo Javier Archubi 7, 1:1 Rodrigo Íñigo 52, 2:1 Enrique Esqueda 53, 2:2 Diego Cervantes 55s, 3:2 Diego Cervantes 62, 3:3 Sebastián Abreu 63, 4:3 Salvador Cabañas 70 |
| 17.04 CD Universidad Católica – Club América 2:0 (0:0) - 1:0 Gary Medel 52, 2:0 Darío Bottinelli 90 |
| 17.04 River Plate – Universidad San Martín Lima 5:0 (2:0) - 1:0 Sebastián Abreu 14, 2:0 Radamel Falcao 27, 3:0 Sebastián Abreu 51, 4:0 Andrés Ríos 82, 5:0 Sebastián Abreu 90+1                                           |

| Poz | Klub                        | Mecze | Zw | Rem | Por | Pkt | BrZd | BrStr |
| --- | --------------------------- | ----- | -- | --- | --- | --- | ---- | ----- |
| 1   | River Plate                 | 6     | 4  | 0   | 2   | 12  | 14   | 8     |
| 2   | Club América                | 6     | 3  | 0   | 3   | 9   | 10   | 10    |
| 3   | CD Universidad Católica     | 6     | 3  | 0   | 3   | 9   | 6    | 6     |
| 4   | Universidad San Martín Lima | 6     | 2  | 0   | 4   | 6   | 4    | 10    |

### Grupa 6
| 13.02 Cúcuta Deportivo – Santos FC 0:0 |
| 19.02 Chivas Guadalajara – CD San José 2:0 (1:0) - 1:0 Edgar Solís 28, 2:0 Sergio Santana 53k |
| 28.02 Cúcuta Deportivo – CD San José 0:0 |
| 04.03 Santos FC – Chivas Guadalajara 1:0 (1:0) - 1:0 Mauricio Alejandro Molina 22 |
| 11.03 Chivas Guadalajara – Cúcuta Deportivo 0:1 (0:1) - 0:1 Matías Urbano 44 |
| 19.03 CD San José – Santos FC 2:1 (1:1) - 0:1 Kléber Pereira 7, 1:1 David Cerutti 11, 2:1 Gerson Wil García 61 |
| 27.03 Cúcuta Deportivo – Chivas Guadalajara 1:0 (0:0) - 1:0 Matías Urbano 52 |
| 01.04 Santos FC – CD San José 7:0 (3:0) - 1:0 Domingos 17, 2:0 Mauricio Alejandro Molina 22, 3:0 Mauricio Alejandro Molina 32, 4:0 Mauricio Alejandro Molina 63, 5:0 Kléber Pereira 79, 6:0 Michael Jackson Quiñónez 81, 7:0 Mauricio Alejandro Molina 87 |
| 08.04 CD San José – Cúcuta Deportivo 2:4 (0:2) - 0:1 Matías Urbano 35, 0:2 Matías Urbano 38, 1:2 David Cerutti 46, 1:3 Macnelly Torres 53, 2:3 Enrique Parada 77, 2:4 Matías Urbano 78                                                                    |
| 09.04 Chivas Guadalajara – Santos FC 3:2 (2:1) - 1:0 Omar Arellano 13, 2:0 Francisco Javier Rodríguez Pinedo 34, 2:1 Kléber Pereira 39, 3:1 Sergio Santana 47, 3:2 Kléber 55                                                                              |
| 16.04 CD San José – Chivas Guadalajara 0:3 (0:2) - 0:1 Sergio Ávila 29, 0:2 Sergio Ávila 43, 0:3 Gonzalo Pineda 55 |
| 16.04 Santos FC – Cúcuta Deportivo 2:1 (0:1) - 0:1 Lin Carlos Henry 22, 1:1 Kléber Pereira 68, 2:1 Mariano Sebastián Trípodi 88 |

| Poz | Klub               | Mecze | Zw | Rem | Por | Pkt | BrZd | BrStr |
| --- | ------------------ | ----- | -- | --- | --- | --- | ---- | ----- |
| 1   | Cúcuta Deportivo   | 6     | 3  | 2   | 1   | 11  | 7    | 4     |
| 2   | Santos FC          | 6     | 3  | 1   | 2   | 10  | 13   | 6     |
| 3   | Chivas Guadalajara | 6     | 3  | 0   | 3   | 9   | 8    | 5     |
| 4   | CD San José        | 6     | 1  | 1   | 4   | 4   | 4    | 17    |

### Grupa 7
| 19.02 Audax Italiano – Sportivo Luqueño 1:2 (1:1) - 0:1 Robert Antonio Servín 9, 1:1 Miguel Ángel Romero 11, 1:2 Luis Núñez 72 - mecz rozegrany został na stadionie klubu CSD Colo-Colo |
| 27.02 Atlético Nacional – São Paulo 1:1 (1:1) - 1:0 David Camilo Córdoba 8, 1:1 Miranda 32                                                                                              |
| 05.03 São Paulo – Audax Italiano 2:1 (0:0) - 0:1 Carlos Villanueva Rolland 62, 1:1 Adriano 73, 2:1 Adriano 85                                                                           |
| 06.03 Atlético Nacional – Sportivo Luqueño 3:0 (2:0) - 1:0 Sergio Galván Rey 21, 2:0 Carlos Wilson Villagra 43, 3:0 Carmelo Enrique Valencia 81                                         |
| 18.03 Audax Italiano – Atlético Nacional 1:0 (0:0) - 1:0 Fabián Orellana 48 - mecz rozegrany został na stadionie klubu CSD Colo-Colo                                                    |
| 20.03 Sportivo Luqueño – São Paulo 1:1 (0:0) - 0:1 Aloísio 59, 1:1 Bladimiro Duarte 90+3                                                                                                |
| 02.04 São Paulo – Sportivo Luqueño 1:0 (0:0) - 1:0 Adriano 90+3 |
| 03.04 Atlético Nacional – Audax Italiano 1:1 (0:0) - 1:0 Carlos Wilson Villagra 59, 1:1 Fabián Orellana 78                                                                              |
| 10.04 Audax Italiano – São Paulo 1:0 (0:0) - 1:0 Renato Andrés Ramos 77 - mecz rozegrany został na Estadio Nacional                                                                     |
| 10.04 Sportivo Luqueño – Atlético Nacional 1:3 (0:1) - 0:1 Carlos Wilson Villagra 38, 0:2 Sergio Galván Rey 50k, 1:2 Marco Antonio Lazaga 69, 1:3 David Camilo Córdoba 90+2             |
| 23.04 Sportivo Luqueño – Audax Italiano 4:1 (4:0) - 1:0 Juan Gabriel Abente 1, 2:0 Rubén Gigena 7, 3:0 Juan Gabriel Abente 28, 4:0 Celso Esquivel 43, 4:1 Carlos Villanueva Rolland 55  |
| 23.04 São Paulo – Atlético Nacional 1:0 (1:0) - 1:0 Alex Silva 38 |

| Poz | Klub              | Mecze | Zw | Rem | Por | Pkt | BrZd | BrStr |
| --- | ----------------- | ----- | -- | --- | --- | --- | ---- | ----- |
| 1   | São Paulo         | 6     | 3  | 2   | 1   | 11  | 6    | 4     |
| 2   | Atlético Nacional | 6     | 2  | 2   | 2   | 8   | 8    | 5     |
| 3   | Sportivo Luqueño  | 6     | 2  | 1   | 3   | 7   | 8    | 10    |
| 4   | Audax Italiano    | 6     | 2  | 1   | 3   | 7   | 6    | 9     |

### Grupa 8
| 20.02 Arsenal Sarandí Buenos Aires – Club Libertad 1:0 (0:0) - 1:0 Luciano Leguizamón 78 |
| 20.02 LDU Quito – Fluminense FC 0:0 |
| 04.03 LDU Quito – Club Libertad 2:0 (0:0) - 1:0 Patricio Urrutia 71, 2:0 Joffre Guerrón 82 |
| 05.03 Fluminense FC – Arsenal Sarandí Buenos Aires 6:0 (3:0) - 1:0 Thiago Neves 13, 2:0 Dodô 24, 3:0 Gabriel 44, 4:0 Dodô 50, 5:0 Washington 71, 6:0 Cícero 85                                                             |
| 12.03 Arsenal Sarandí Buenos Aires – LDU Quito 0:1 (0:0) - 0:1 Patricio Urrutia 79k |
| 19.03 Club Libertad – Fluminense FC 1:2 (1:1) - 1:0 Juan Eduardo Samudio 30, 1:1 Washington 40, 1:2 Washington 50 |
| 26.03 LDU Quito – Arsenal Sarandí Buenos Aires 6:1 (4:1) - 0:1 Luciano Leguizamón 4, 1:1 Patricio Urrutia 15, 2:1 Damián Manso 19, 3:1 Luis Bolaños 28, 4:1 Luis Bolaños 42, 5:1 Claudio Bieler 64, 6:1 Alfonso Obregón 89 |
| 02.04 Fluminense FC – Club Libertad 2:0 (1:0) - 1:0 Cícero 30, 2:0 Thiago Silva 51 |
| 08.04 Club Libertad – LDU Quito 3:1 (2:0) - 1:0 Dante López 10, 2:0 Juan Manuel Olivera 14, 3:0 Nelson Cuevas 65, 3:1 Alfonso Obregón 63                                                                                   |
| 09.04 Arsenal Sarandí Buenos Aires – Fluminense FC 2:0 (0:0) - 1:0 Leonardo Ángel Biagini 50, 2:0 Juan Eduardo Bottaro 65                                                                                                  |
| 16.04 Club Libertad – Arsenal Sarandí Buenos Aires 1:2 (1:1) - 0:1 Juan Eduardo Bottaro 10, 1:1 Nelson Cuevas 23, 1:2 Javier Yacuzzi 68                                                                                    |
| 17.04 Fluminense FC – LDU Quito 1:0 (1:0) - 1:0 Cícero 30 |

| Poz | Klub                         | Mecze | Zw | Rem | Por | Pkt | BrZd | BrStr |
| --- | ---------------------------- | ----- | -- | --- | --- | --- | ---- | ----- |
| 1   | Fluminense FC                | 6     | 4  | 1   | 1   | 13  | 11   | 3     |
| 2   | LDU Quito                    | 6     | 3  | 1   | 2   | 10  | 10   | 5     |
| 3   | Arsenal Sarandí Buenos Aires | 6     | 3  | 0   | 3   | 9   | 6    | 14    |
| 4   | Club Libertad                | 6     | 1  | 0   | 5   | 3   | 5    | 10    |

## 1/8 finału
| CA Lanús – Atlas Guadalajara 0:1 i 2:2 - 29.04 0:1 Bruno Marioni 37 - 06.05 0:1 Bruno Marioni 29, 1:1 José Sand 64, 1:2 Ulises Mendívil 78, 2:2 Lautaro Acosta 90+1                                                                                     |
| LDU Quito – Estudiantes La Plata 2:0 i 1:2 - 29.04 1:0 Joffre Guerrón 63, 2:0 Damián Manso 77 - 06.05 1:0 Luis Bolaños 25, 1:1 Agustín Alayes 46, 1:2 Ezequiel Carlos Maggiolo 66                                                                       |
| Atlético Nacional – Fluminense FC 1:2 i 0:1 - 30.04 0:1 Thiago Neves 22k, 1:1 Francisco Esteban Arrué 53, 1:2 Darío Conca 72 - 06.05 0:1 Roger 52 |
| Boca Juniors – Cruzeiro EC 2:1 i 2:1 - 30.04 1:0 Juan Román Riquelme 6, 2:0 Jesús Dátolo 65, 2:1 Fabrício 78 - 07.05 1:0 Rodrigo Palacio 36, 2:0 Martín Palermo 43, 2:1 Wágner 56 - pierwszy mecz przerwany w 90+1 minucie – wynik zachowano            |
| Club América – CR Flamengo 2:4 i 3:0 - 30.04 0:1 Marcinho 44, 1:1 Diego Cervantes 45, 1:2 Marcinho 70, 2:2 Enrique Esqueda 72, 2:3 Diego Tardelli 89, 2:4 Léo Moura 90 - 07.05 1:0 Salvador Cabañas 20, 2:0 Enrique Esqueda 38, 3:0 Salvador Cabañas 77 |
| Club Nacional de Football – São Paulo 0:0 i 0:2 - 30.04 0:0 - 07.05 0:1 Adriano 37, 0:2 Dagoberto 88 |
| San Lorenzo de Almagro – River Plate 2:1 i 2:2 - 30.04 1:0 Andrés Silvera 27, 1:1 Radamel Falcao 30, 2:1 Adrián Hernán González 87k - 08.05 0:1 Matías Abelairas 11, 0:2 Sebastián Abreu 61k, 1:2 Gonzalo Bergessio 69, 2:2 Gonzalo Bergessio 72        |
| Santos FC – Cúcuta Deportivo 2:0 i 2:0 - 01.05 1:0 Lima 18, 2:0 Mauricio Alejandro Molina 71 - 08.05 1:0 Kléber Pereira 40, 2:0 Lima 53 |

## 1/4 finału
| São Paulo – Fluminense FC 1:0 i 1:3 - 14.05 1:0 Adriano 19 - 21.05 0:1 Washington 11, 1:1 Adriano 70, 1:2 Dodô 71, 1:3 Washington 90+1 |
| Boca Juniors – Atlas Guadalajara 2:2 i 3:0 - 14.05 0:1 Omar Flores 5, 1:1 Hugo Ayala 36s, 2:1 Julio César Cáceres 75, 2:2 Jorge Torres Nilo 88 - 21.05 1:0 Martín Palermo 20, 2:0 Martín Palermo 34, 3:0 Martín Palermo 38 - pierwszy mecz na stadionie klubu CA Vélez Sarsfield |
| Club América – Santos FC 2:0 i 0:1 - 15.05 1:0 Salvador Cabañas 24, 2:0 Salvador Cabañas 62 - 22.05 0:1 Kléber Pereira 62 |
| San Lorenzo de Almagro – LDU Quito 1:1 i 1:1, karne 3:5 - 15.05 0:1 Claudio Bieler 35, 1:1 Adrián Hernán González 38 - 22.05 0:1 Damián Manso 26, 1:1 Gonzalo Bergessio 47 |

## 1/2 finału
| Club América – LDU Quito 1:1 i 0:0 - 27.05 0:1 Luis Bolaños 62, 1:1 Enrique Esqueda 72 - 03.06 0:0 |
| Boca Juniors – Fluminense FC 2:2 i 1:3 - 28.05 1:0 Juan Román Riquelme 12, 1:1 Thiago Silva 16, 2:1 Juan Román Riquelme 65, 2:2 Thiago Neves 77 - 04.06 1:0 Martín Palermo 58, 1:1 Washington 63, 1:2 Darío Conca 70, 1:3 Dodô 90+3 - pierwszy mecz rozegrano na stadionie klubu Racing Club de Avellaneda |

## Finał
| LDU Quito – Fluminense FC 4:2 i 1:3 (dog), karne 3:1 |
| 25.06 2008 Quito Estadio Casa Blanca (45 000) LDU Quito – Fluminense FC 4:2 (4:1) Sędzia: Carlos Luis Chandía (Chile) Bramki: 1:0 Claudio Bieler 2, 1:1 Darío Conca 12, 2:1 Joffre Guerrón 29, 3:1 Jayro Rolando Campos 34, 4:1 Patricio Urrutia 45, 4:2 Thiago Neves 52 Żółte kartki: Enrique Vera, Claudio Bieler, Norberto Araujo, Patricio Urrutia / Luiz Alberto, Ygor, Washington Liga Deportiva Universitaria: José Cevallos – Renán Calle, Norberto Araujo, Jayro Rolando Campos, Joffre Guerrón, Enrique Vera, Patricio Urrutia, Paul Ambrossi, Luis Bolaños, Damián Manso (74 William Francisco Araujo), Claudio Bieler (82 Agustín Delgado). Trener: Edgardo Bauza. Fluminense Football Club: Fernando Henrique – Gabriel, Luiz Alberto, Thiago Silva, Júnior César, Ygor, Arouca (67 Maurício), Darío Conca, Cícero, Thiago Neves (90 Roger), Washington (72 Dodô). Trener: Renato Gaúcho. |
| 02.07 2008 Rio de Janeiro Estádio do Maracanã (78 918) Fluminense FC – LDU Quito 3:1 (3:1, 2:1), karne 1:3 Sędzia: Héctor Baldassi (Argentyna) Bramki: 0:1 Luis Bolaños 6, 1:1 Thiago Neves 12, 2:1 Thiago Neves 28, 3:1 Thiago Neves 58 Karne: (0:0) Darío Conca (obrona), 0:1 Patricio Urrutia, (0:1) Thiago Neves (obrona), (0:1) Jairo Rolando Campos (obrona), 1:1 Cícero, 1:2 Franklin Salas, (1:2) Washington (obrona), 1:3 Joffre Guerrón Żółte kartki: Claudio Bieler, Enrique Vera, José Cevallos, Joffre Guerrón / Cícero, Thiago Silva Czerwone kartki: – / Luiz Alberto 120 Fluminense Football Club: Fernando Henrique – Gabriel (105 Maurício), Thiago Silva, Luiz Alberto (k), Júnior César, Ygor (46 Dodô), Arouca (110 Roger), Thiago Neves, Darío Conca, Cícero, Washington. Trener: Renato Gaúcho. Liga Deportiva Universitaria: José Cevallos – Jairo Rolando Campos, Renán Calle, Norberto Araujo, Paul Ambrossi, Joffre Guerrón, Enrique Vera, Patricio Urrutia (k), Luis Bolaños (105 Franklin Salas), Damián Manso (88 William Francisco Araujo), Claudio Bieler. Trener: Edgardo Bauza. |

## Klasyfikacja strzelców bramek
| Gole | Piłkarz                   | Klub              |
| ---- | ------------------------- | ----------------- |
| 8    | Salvador Cabañas          | Club América      |
| 7    | Marcelo Moreno Martins    | Cruzeiro EC       |
| 7    | Sebastián Abreu           | River Plate       |
| 7    | Bruno Marioni             | Atlas Guadalajara |
| 7    | Thiago Neves              | Fluminense FC     |
| 7    | Martín Palermo            | Boca Juniors      |
| 6    | Adriano                   | São Paulo FC      |
| 6    | Kléber Pereira            | Santos FC         |
| 6    | Mauricio Alejandro Molina | Santos FC         |
| 6    | Washington                | Fluminense FC     |

## Klasyfikacja
Poniższa tabela ma charakter statystyczny. O kolejności decyduje na pierwszym miejscu osiągnięty etap rozgrywek, a dopiero potem dorobek bramkowo-punktowy. W przypadku klubów, które odpadły w rozgrywkach grupowych o kolejności decyduje najpierw miejsce w tabeli grupy, a dopiero potem liczba zdobytych punktów i bilans bramkowy.
| Poz                                                                       | Klub                         | Mecze | Zw | Rem | Por | Pkt | BrZd | BrStr |
| ------------------------------------------------------------------------- | ---------------------------- | ----- | -- | --- | --- | --- | ---- | ----- |
| 1                                                                         | LDU Quito                    | 14    | 5  | 5   | 4   | 20  | 21   | 15    |
| 2                                                                         | Fluminense FC                | 14    | 9  | 2   | 3   | 29  | 27   | 14    |
| 3                                                                         | Boca Juniors                 | 12    | 6  | 3   | 3   | 21  | 24   | 18    |
| 4                                                                         | Club América                 | 12    | 5  | 2   | 5   | 17  | 18   | 16    |
| 5                                                                         | Santos FC                    | 10    | 6  | 1   | 3   | 19  | 18   | 8     |
| 6                                                                         | Atlas Guadalajara            | 12    | 5  | 4   | 3   | 19  | 18   | 14    |
| 7                                                                         | São Paulo FC                 | 10    | 5  | 3   | 2   | 18  | 10   | 7     |
| 8                                                                         | San Lorenzo de Almagro       | 10    | 4  | 4   | 2   | 16  | 14   | 12    |
| 9                                                                         | Cruzeiro EC                  | 10    | 5  | 2   | 3   | 17  | 19   | 14    |
| 10                                                                        | CR Flamengo                  | 8     | 5  | 1   | 2   | 16  | 13   | 9     |
| 11                                                                        | CA Lanús                     | 10    | 3  | 5   | 2   | 14  | 14   | 10    |
| 12                                                                        | Estudiantes La Plata         | 8     | 4  | 2   | 2   | 14  | 11   | 8     |
| 13                                                                        | River Plate                  | 8     | 4  | 1   | 3   | 13  | 17   | 12    |
| 14                                                                        | Club Nacional de Football    | 8     | 4  | 1   | 3   | 13  | 9    | 7     |
| 15                                                                        | Cúcuta Deportivo             | 8     | 3  | 2   | 3   | 11  | 7    | 8     |
| 16                                                                        | Atlético Nacional            | 8     | 2  | 2   | 4   | 8   | 9    | 8     |
| 17                                                                        | Arsenal Sarandí Buenos Aires | 8     | 4  | 0   | 4   | 12  | 9    | 16    |
| 18                                                                        | Cienciano Cuzco              | 8     | 3  | 2   | 3   | 11  | 6    | 9     |
| 19                                                                        | CSD Colo-Colo                | 6     | 3  | 1   | 2   | 10  | 11   | 9     |
| 20                                                                        | Chivas Guadalajara           | 6     | 3  | 0   | 3   | 9   | 8    | 5     |
| 21                                                                        | CD Universidad Católica      | 6     | 3  | 0   | 3   | 9   | 6    | 6     |
| 22                                                                        | Sportivo Luqueño             | 6     | 2  | 1   | 3   | 7   | 8    | 10    |
| 23                                                                        | Caracas FC                   | 6     | 2  | 1   | 3   | 7   | 6    | 11    |
| 24                                                                        | Deportivo Cuenca             | 6     | 1  | 3   | 2   | 6   | 2    | 5     |
| 25                                                                        | Audax Italiano               | 8     | 3  | 1   | 4   | 10  | 10   | 13    |
| 26                                                                        | Real Potosí                  | 6     | 2  | 0   | 4   | 6   | 11   | 11    |
| 27                                                                        | Universidad San Martín Lima  | 6     | 2  | 0   | 4   | 6   | 4    | 10    |
| 28                                                                        | Danubio FC                   | 6     | 1  | 1   | 4   | 4   | 5    | 9     |
| 29                                                                        | CD San José                  | 6     | 1  | 1   | 4   | 4   | 4    | 17    |
| 30                                                                        | Club Libertad                | 6     | 1  | 0   | 5   | 3   | 5    | 10    |
| 31                                                                        | Coronel Bolognesi Tacna      | 6     | 0  | 2   | 4   | 2   | 0    | 5     |
| 32                                                                        | UA Maracaibo                 | 6     | 0  | 2   | 4   | 2   | 3    | 13    |
| 33                                                                        | Boyacá Chicó Tunja           | 2     | 1  | 0   | 1   | 3   | 4    | 4     |
| 34                                                                        | Mineros Guayana              | 2     | 1  | 0   | 1   | 3   | 2    | 3     |
| 35                                                                        | La Paz FC                    | 2     | 1  | 0   | 1   | 3   | 1    | 2     |
| 36                                                                        | Olmedo Riobamba              | 2     | 1  | 0   | 1   | 3   | 1    | 3     |
| 37                                                                        | Montevideo Wanderers         | 2     | 0  | 1   | 1   | 1   | 0    | 1     |
| 38                                                                        | Cerro Porteño                | 2     | 0  | 0   | 2   | 0   | 3    | 6     |
| Podsumowanie: 138 meczów, w tym 28 remisów, 358 bramek – 2,59 bramki/mecz |                              |       |    |     |     |     |      |       |